# روس فلوود
روس فلوود (بالإنجليزية: Ross Flood)‏ هو مصارع رياضي أمريكي، ولد في 28 ديسمبر 1910 في مقاطعة كاي في الولايات المتحدة، وتوفي في 23 مايو 1995 في ستيلووتر في الولايات المتحدة.

## وصلات خارجية
- روس فلوود على موقع قاعدة بيانات المصارعة الدولية (الإنجليزية)
- روس فلوود على موقع أوليمبيديا (الإنجليزية)